# 印度尼西亚护照
印度尼西亞護照（下稱「印尼護照」），是由印尼移民總局向當地公民簽發的旅行及身份證明文件，以供其在外國出入境之用。
印尼護照在全球有效，並可按相關簽證要求在各國出入境。
現行版本的印尼護照分為生物特徵護照及無晶片版本，分別自2015年（而公務及外交護照早於2013年）及2014年起發行。

## 歷史
自2000年代起，印尼護照歷經三個版本，而現行的護照為2013年版本。

### 2011年前的護照
在2000年代簽發的護照封面為綠色，而國名及「護照」字樣僅以印尼文標示。內頁方面，水紙邊緣呈現由紫色到綠色的漸變色。
隨著新版本護照在2011年初發行，此等護照亦不再簽發。

### 2011年版
2011年1月26日，移民總局開始發行第一代生物特徵護照。在該版護照中，水紙與上一個版本護照相若，但封面設計有所更改：國徽及文字字體比例縮小，並放在封面右上角，同時加入英文標示，而其他位置印有國旗水印。此版本一直發行至2015年第二季為止，但公務及外交護照早於2013年開始改版，而不設晶片的護照亦於翌年由新版護照取代。
與此同時，政府仍容許公民申請一般普通護照（不具晶片），並於2013年通過法令加以規定 。

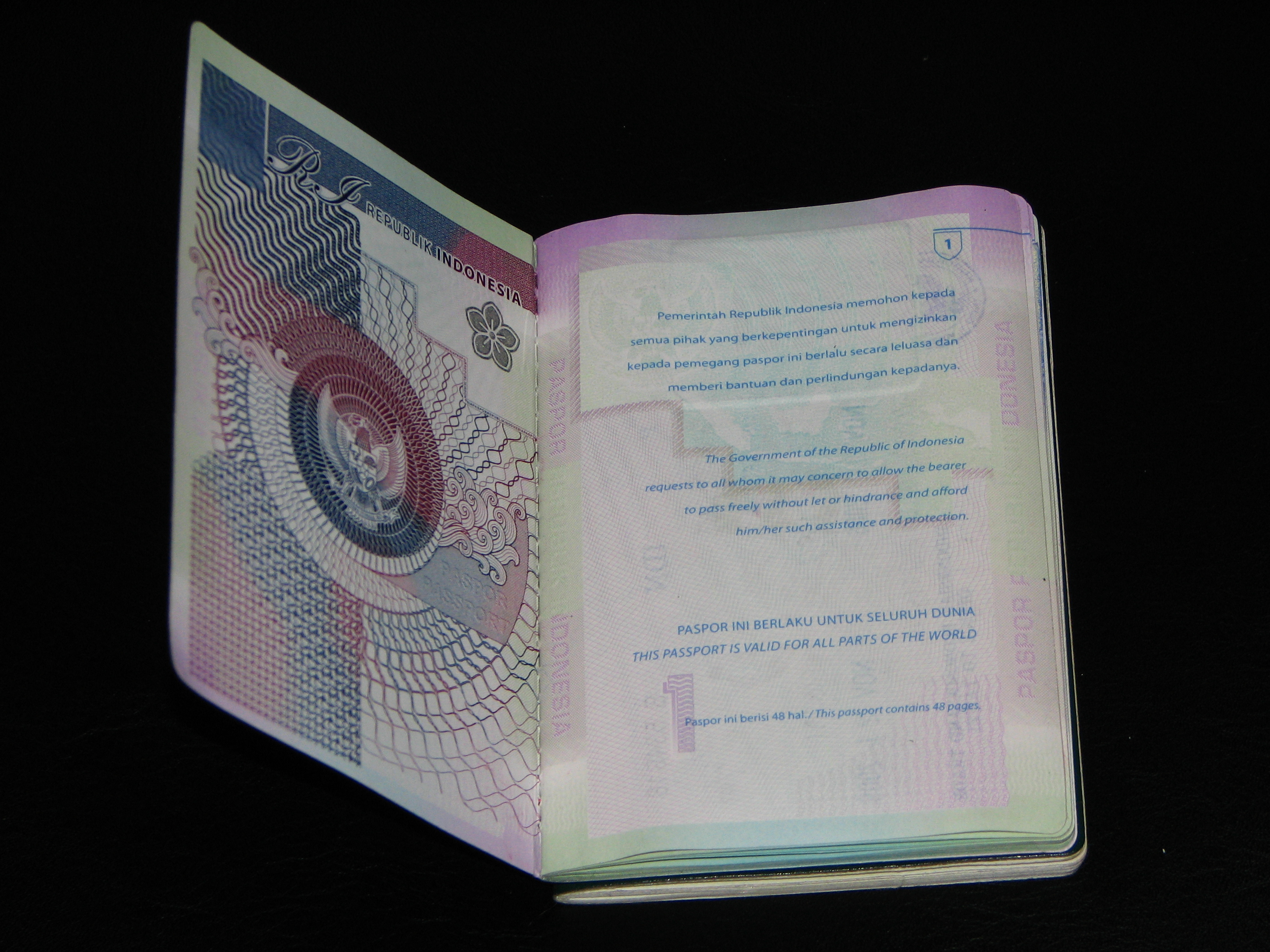
2011年版生物特徵護照

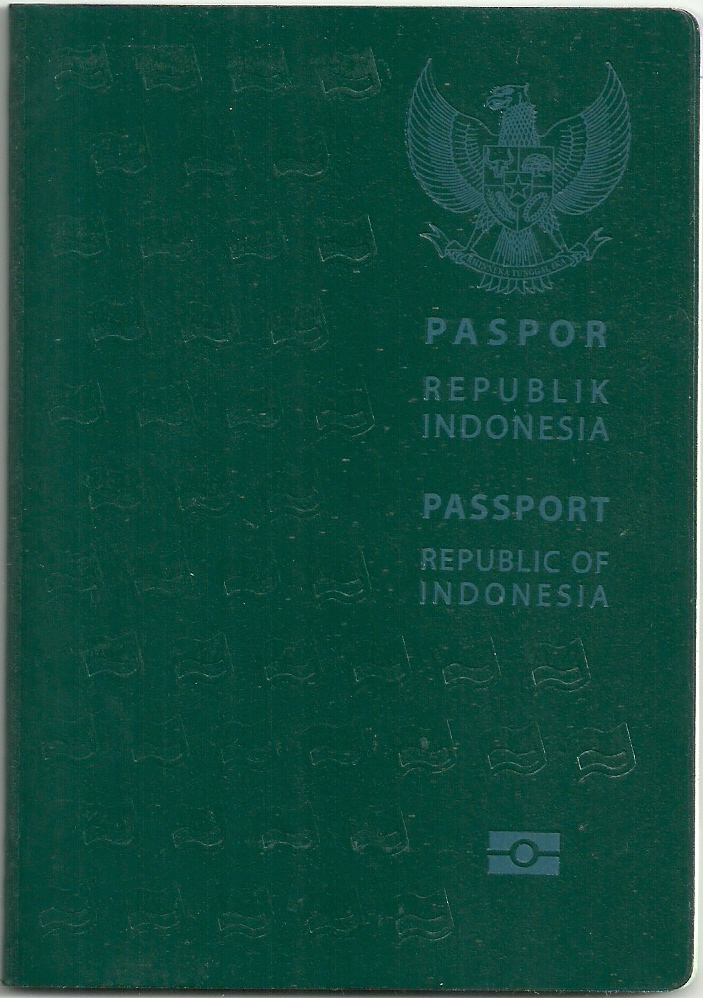
2011年版生物特徵護照的最後一頁，附有晶片
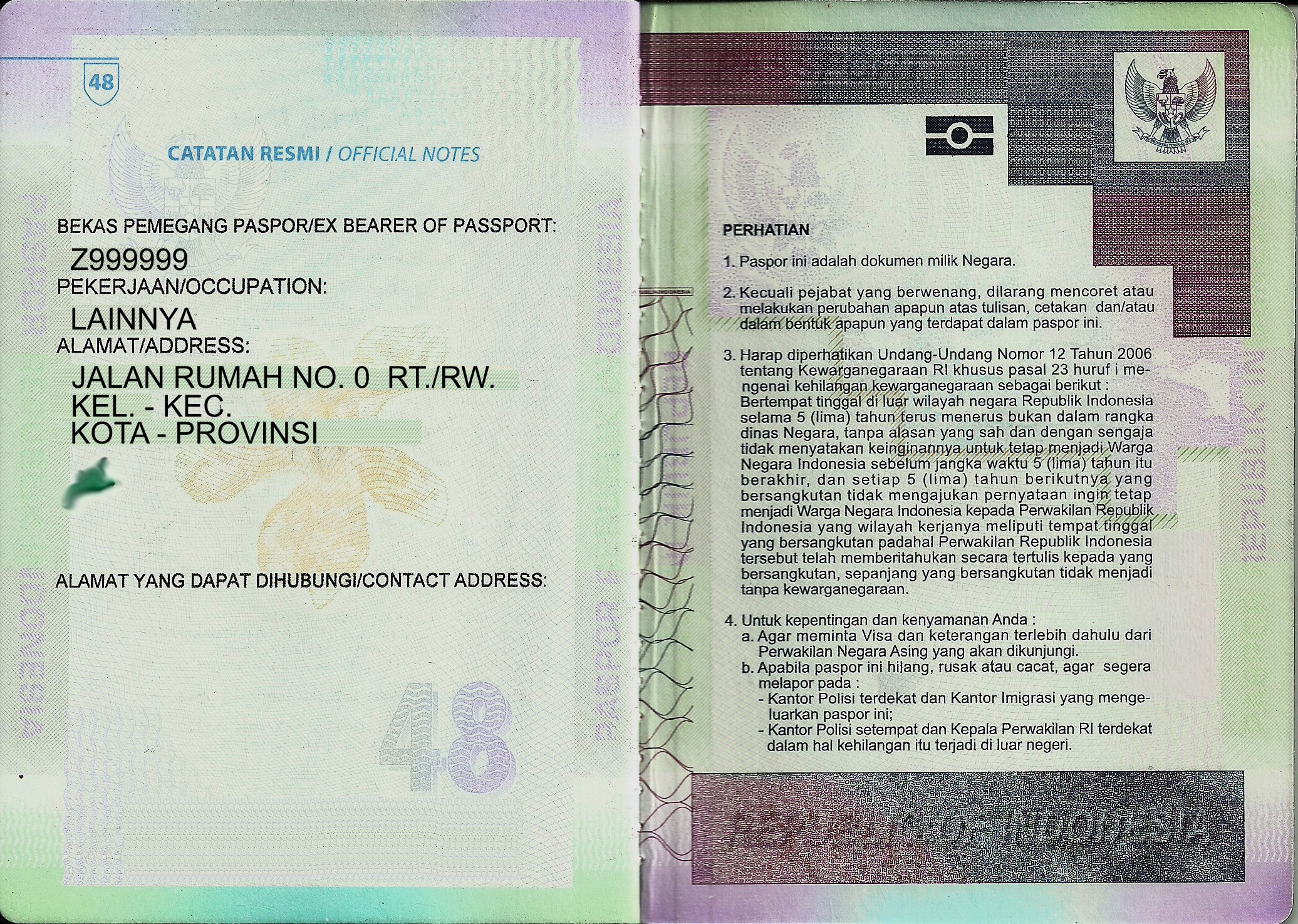
2011年版生物特徵護照的最後一頁，附有晶片

### 2013年版
2013年10月1日，移民總局宣佈發行新版護照，並從公務及外交護照開始推行。至翌年1月，新版一般普通護照亦開始發行，並於2015年第二季將普通生物特徵護照改為新版本。
不論類別，這個版本的護照改以膠片印刷「個人資料頁」，並加入多項新防偽特徵，以符合ICAO標準。

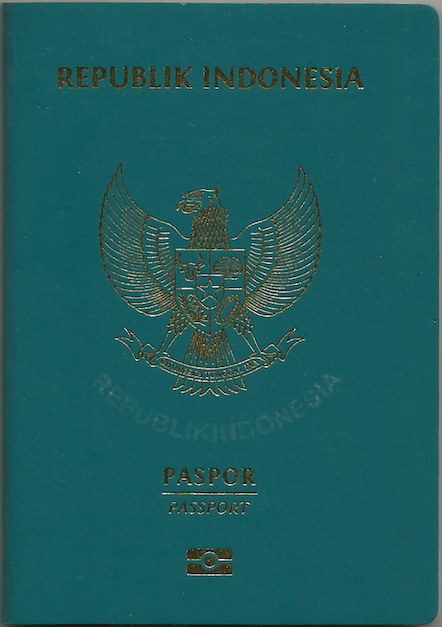
現行普通生物特徵護照
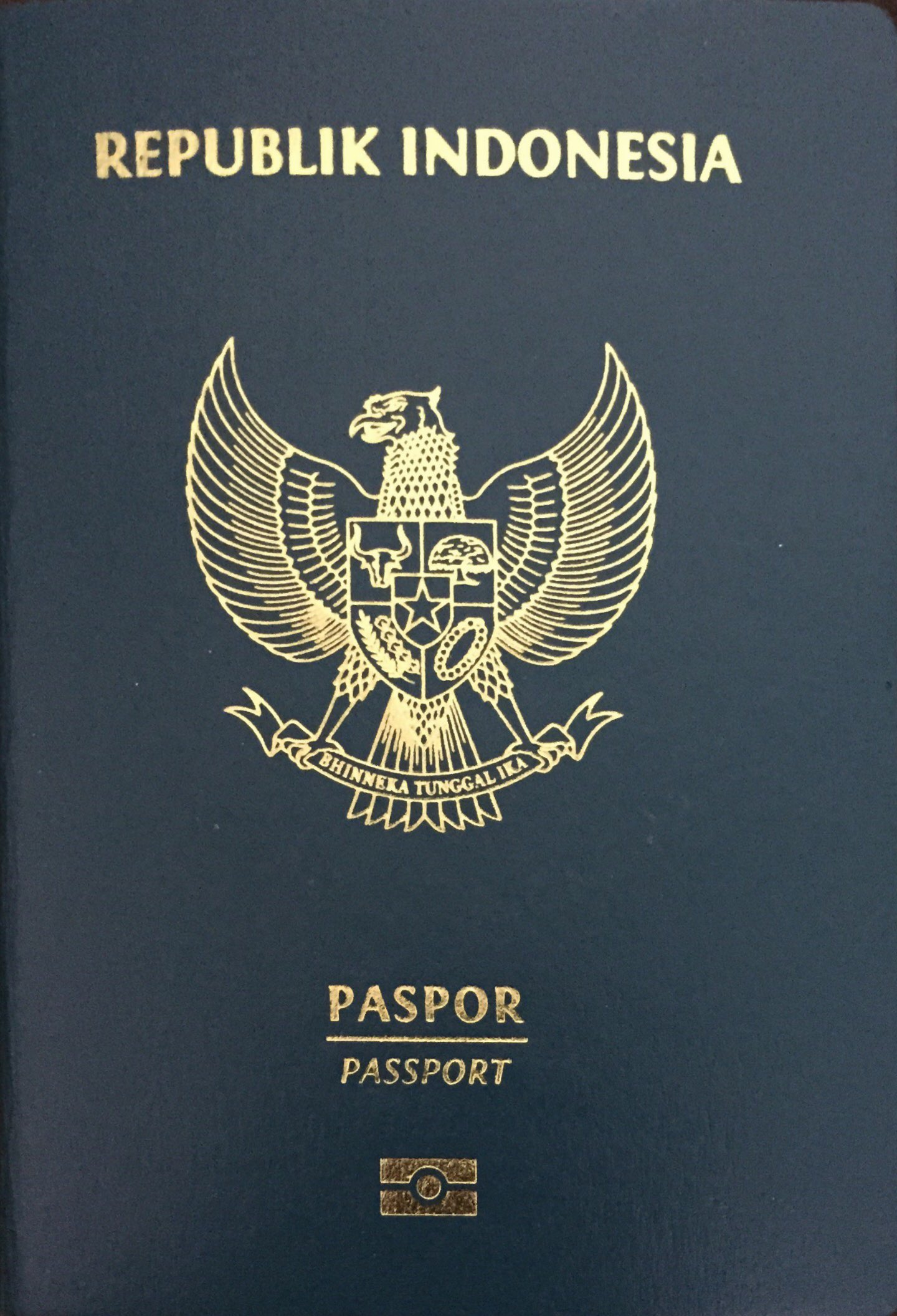
現行外交護照，只提供生物特徵護照版本
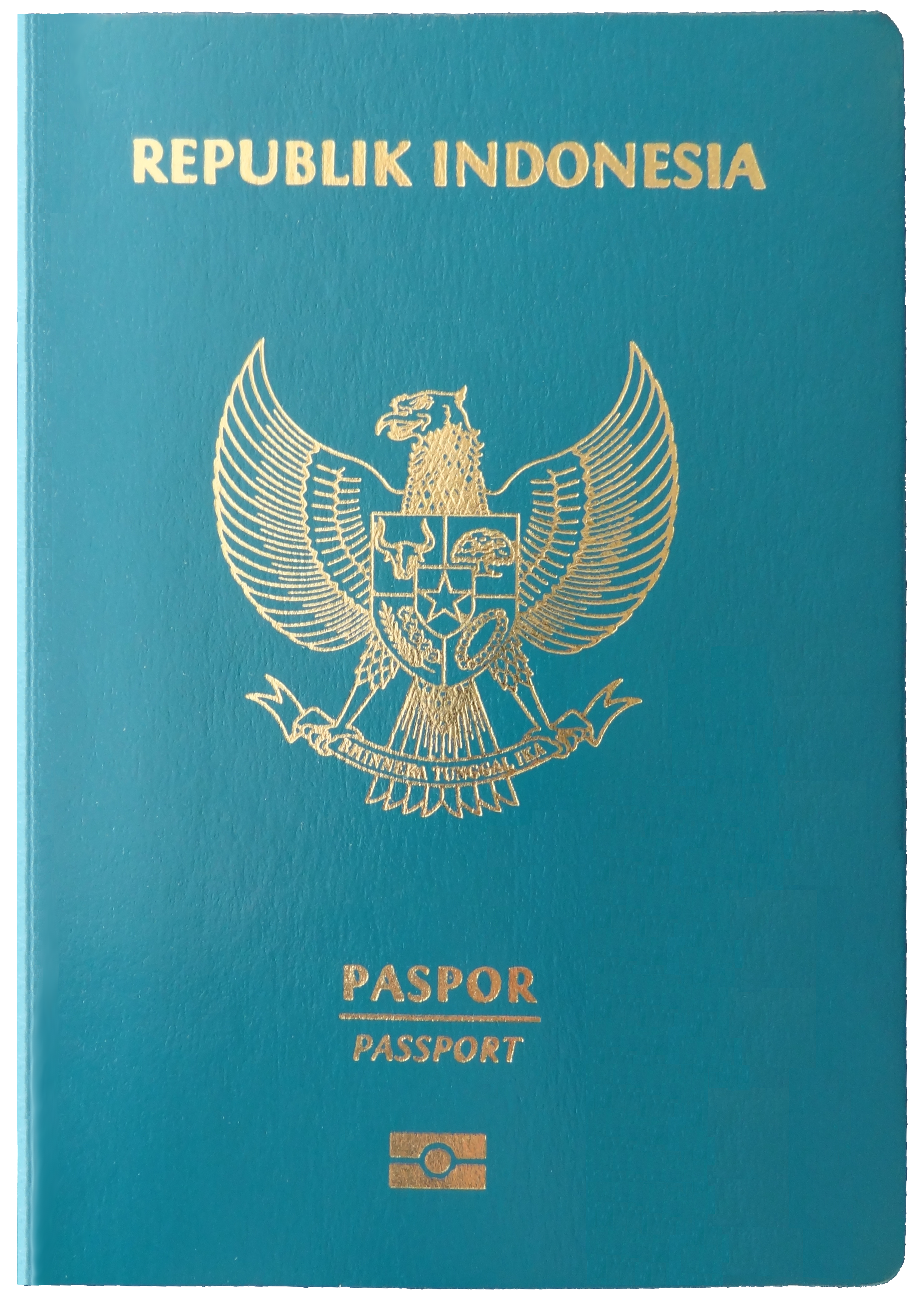
現行公務護照，只提供生物特徵護照版本

## 類別
現行印尼護照共分為三個類別，詳述如下：

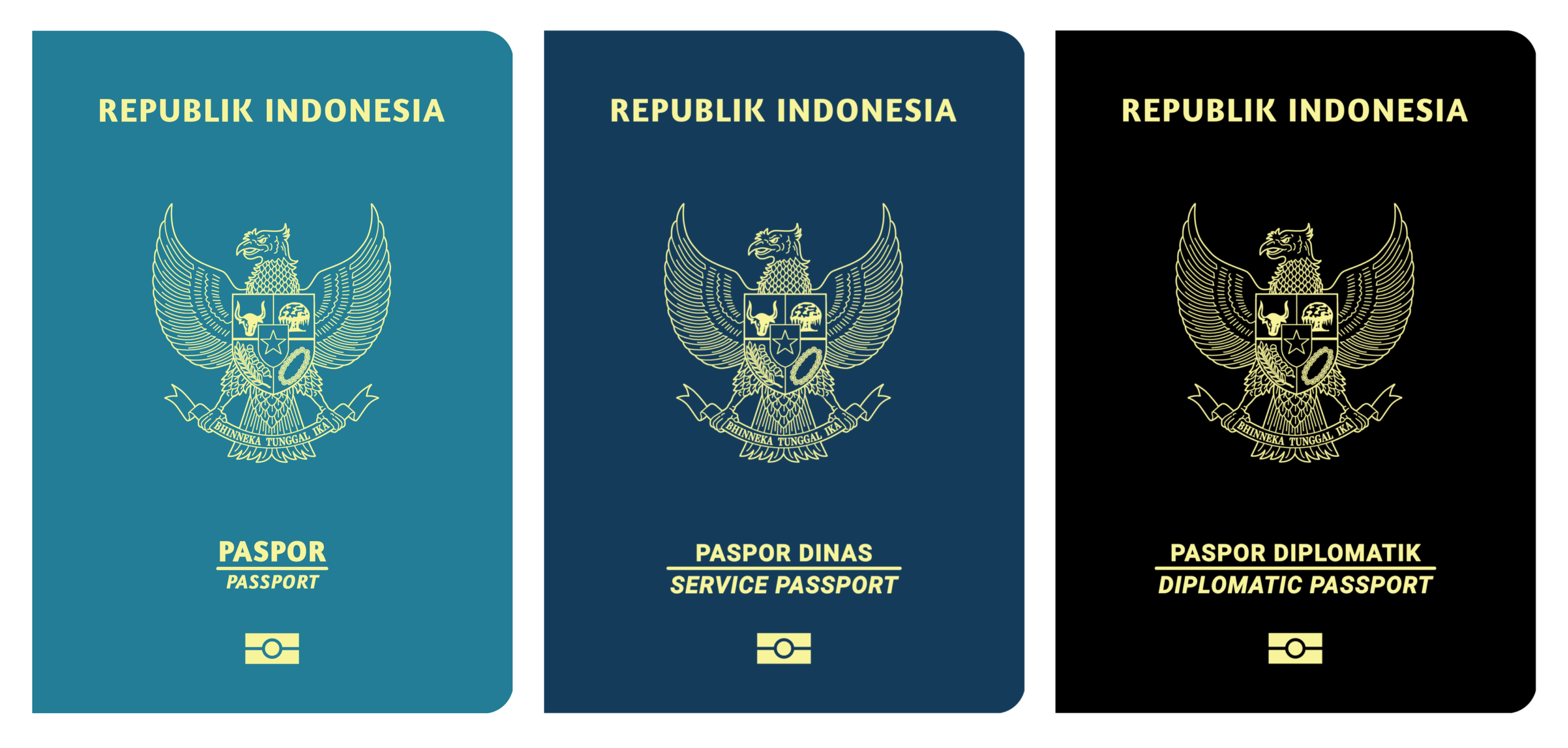

- 普通護照（深綠色）：向一般公民發出，同時設有無晶片及生物特徵護照版本[2]。
- 外交護照（黑色）：向印尼外交人員及其直系親屬發出[4]，而擁有人並不自動獲授予外交豁免權。
- 公務護照（藍色）：向印尼公務員及其直系親屬發出[4]。

按照1992年的《移民法》，移民總局亦曾簽發朝覲護照，供國內的穆斯林前往沙特阿拉伯的麥加參拜。但是，由於沙特於2009年宣佈不再承認朝覲護照，印尼政府相應於同年停止發行此等護照。

## 申請程序
申請護照手續可在網上或櫃位進行。在遞交相關證明文件及繳費後，申請人需預約時間到移民總局面見，並留取證件相及指紋紀錄。
所需資料如下：
- 身份證或移民證明
- 辦證費用
- 出世紙、結婚證、受洗紙等（如註明個人資料不全，需要另附證明）
- 印尼公民證書（只適用於歸化入籍，以及選擇印尼籍的原雙重國籍人士）
- 改名契（只適用於曾改名人士）

直至2020年7月，普通護照收費如下：
- 一般護照：Rp350,000
- 生物特徵護照：Rp650,000[7]

## 護照內容

### 個人資料頁
個人資料頁包括以下內容：
- 相片
- 證件類別（P）
- 國家代碼（IDN）
- 全名
- 護照編號
- 性別
- 國籍（Indonesia）
- 生日
- 出生地
- 簽發日
- 到期日
- 護照註冊號

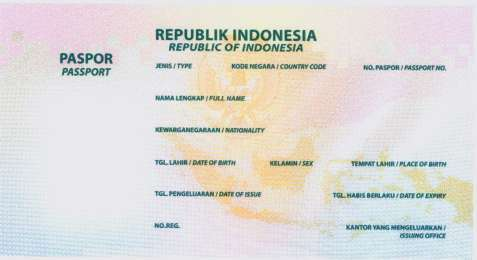
現行印尼護照的個人資料頁

- 簽發機構（Kantor Imigrasi，即移民總局）
- 機讀區

### 請求頁
印尼護照的請求頁位於第1頁，內容如下：
印尼文：
|  |

英文：
|  |

中文語意如下：
| [印度尼西亞共和國政府茲請各相關方准予持照人通行無礙、不受遲延，並在需要時予以協助或保護。 除另有註明外，此護照於世界各國及地區有效。] 错误：{{Lang}}：無法辨識代碼 cn（帮助） |

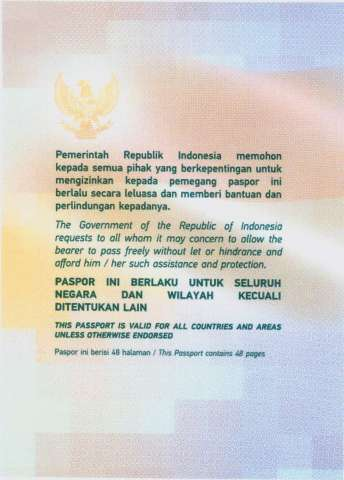
現行護照的請求頁

### 簽署或/及警告頁
在2014年（普通）或2013年（公務及外交）前發行的護照，第3頁為持有人簽署頁；而在2011年版生物特徵護照中，簽署頁同時附有警告，內容主要是指出證件內含識別及資料儲存用晶片，必須妥善放置。
而在現行版本護照中，簽署頁則改為警告頁，並只以印尼文標示上述警告，不再設有簽署位置。

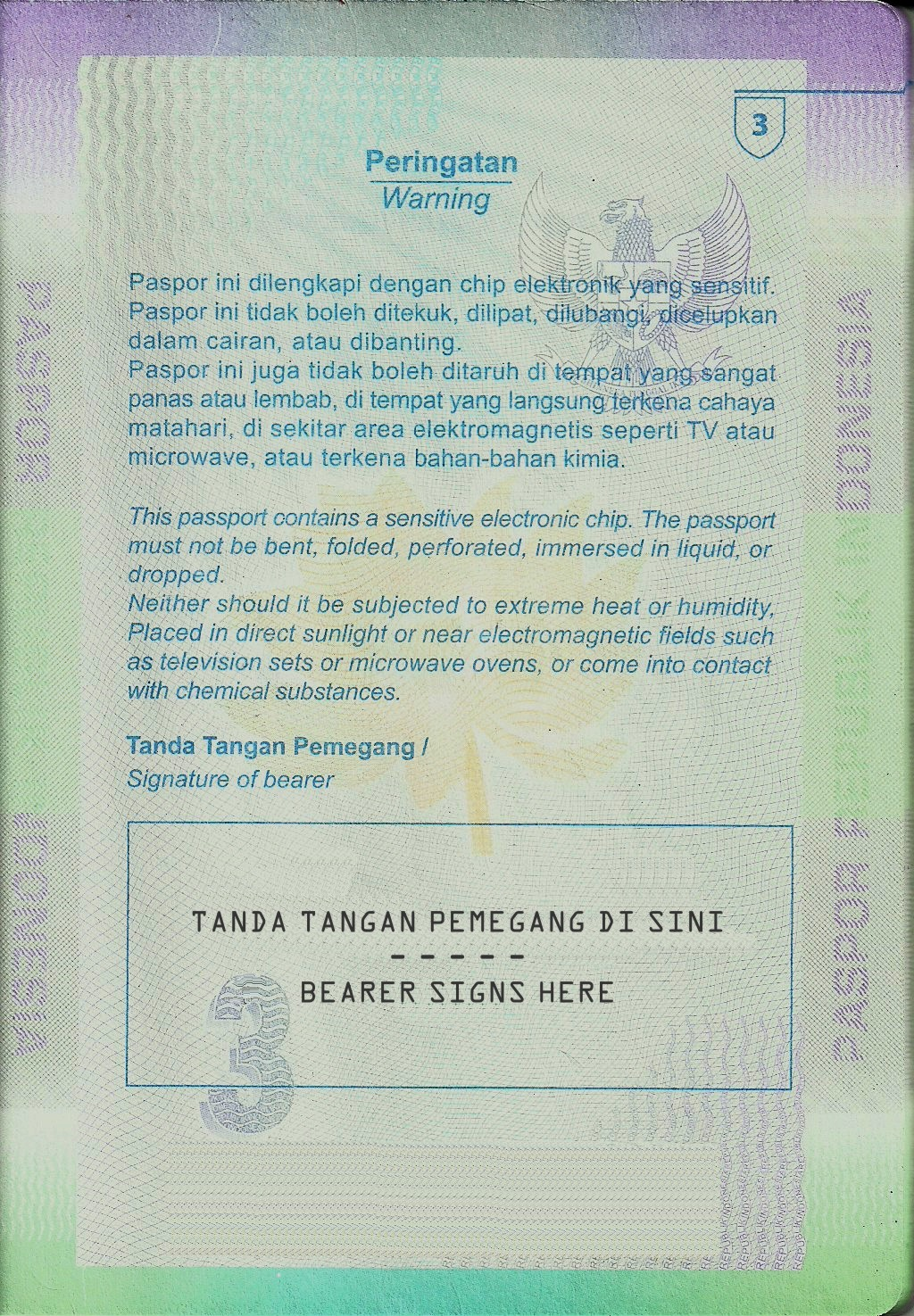
舊版生物特徵護照的簽署頁
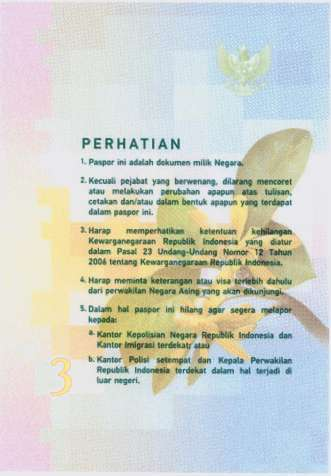
現行護照的警告頁

### 簽證頁
2015年前，印尼護照分為24頁及48頁兩款。但是，自新版護照發行以後，不論設有晶片與否，所有護照均為48頁。
而在護照簽證頁中，則加入了以印尼本土植物、花卉及文化為主題的防偽圖案，與上一個版本相若。

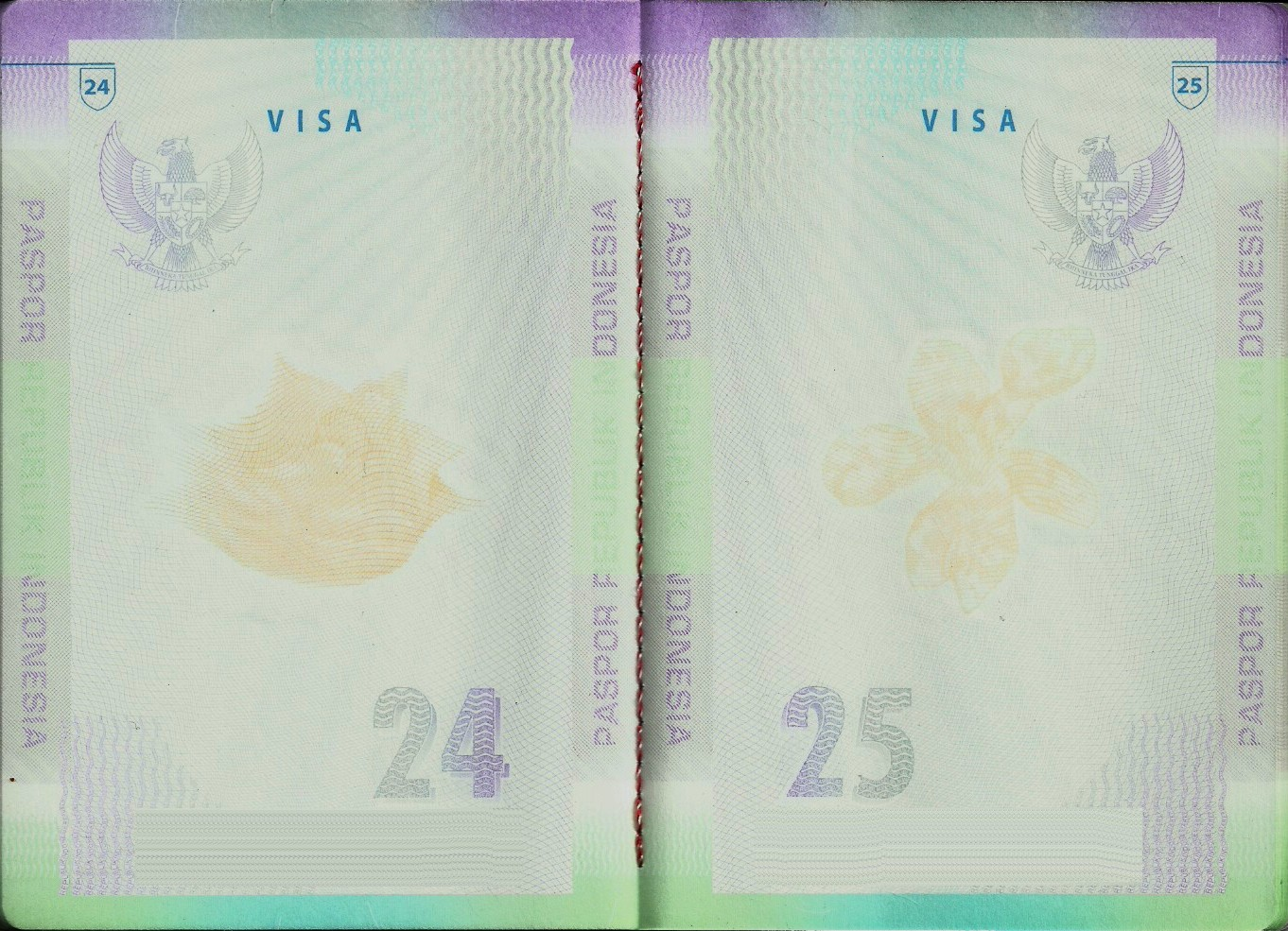
舊版生物特徵護照的簽證頁

## 旅行待遇
根据2025年1月8日发布的亨利护照指数，印度尼西亚护照可免签证、落地签证或电子签证入境76个国家和地区，位居世界第66。

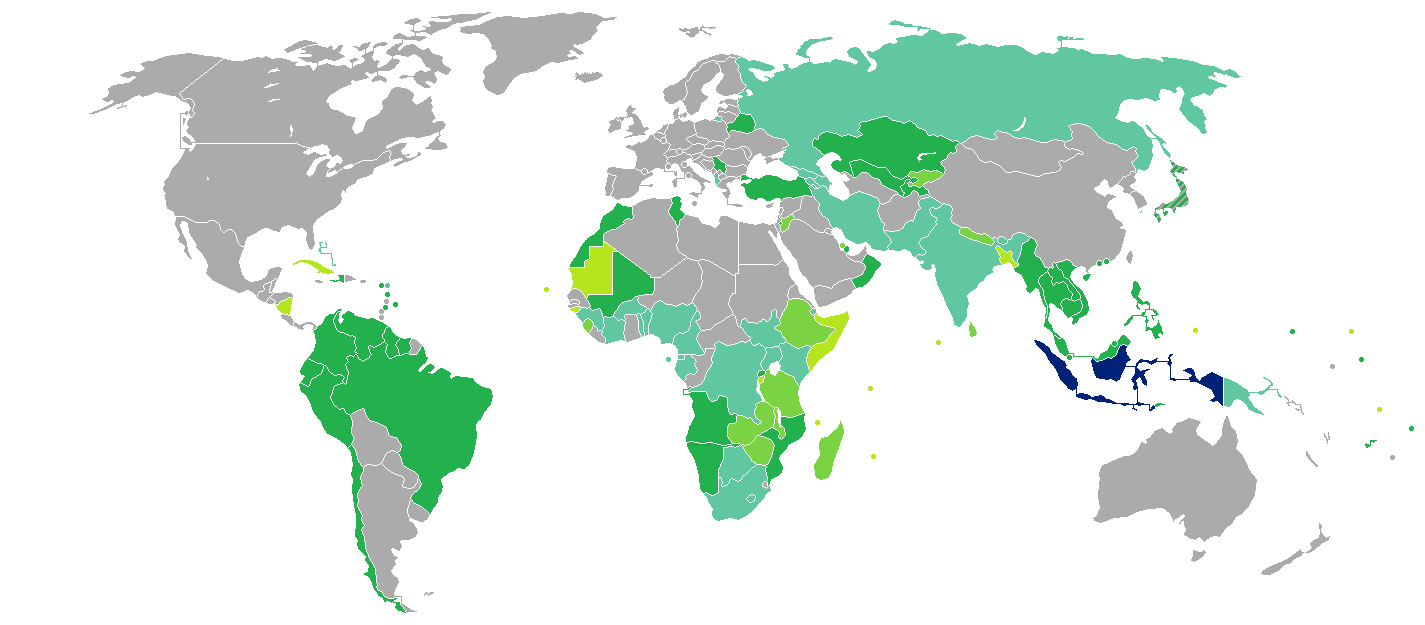
印尼公民簽證要求
印尼
免簽證
落地簽證
電子簽證
電子或落地簽證
需預先申領簽證

值得一提的是，只有在起程前14日在日本駐印尼使領館登記、且持有生物特徵護照的印尼公民可在日本獲得免簽證待遇，一般護照持有人仍需預先申領簽證。